# Селетская культура
Селетская культура — археологическая культура начала верхнего палеолита. Названа по пещере Селета (Szeleta Cave) в горах Бюкк на северо-востоке Венгрии.

## Хронология
Селетская культура сложилась в начале Вюрмского интерстадиала Вюрм I—II или даже несколько ранее. Ранняя стадия селетской культуры протекала в условиях мягкого климата, а зрелая стадия — в условиях более сухого климата. Культура существовала в период 43—35 тыс. лет до н. э.

## Область распространения
Была распространена на территории Венгрии, Чехии, Словакии, юго-запада Польши. Влияние селетской культуры прослеживается в ряде мест на территории Румынии и Болгарии.
К стоянкам селетоидного круга относятся: Высь в Кировоградской области, Стенка на Днестре, Королёво II в Закарпатье, Мира под Запорожьем, Буран-Кая III слой С в Крыму, грот Брынзены нижний слой, Гординешты, Корпач, Корпач-мыс, Бобулешты и Буздужаны в Молдавии, Бирючья балка на Нижнем Дону, Костёнки 1 слой 2, Костёнки 1 слой 3, Костёнки 6, Костёнки 11 и Костёнки 12 слой 3 на Среднем Дону.

## Палеогенетика
У новорожденного Костёнки 12 определена Y-хромосомная гаплогруппа C1-F3393* и митохондриальная гаплогруппа U2.

## Изделия
Характеризуется кремнёвыми листовидными наконечниками копий и дротиков с двусторонней обработкой и плоской ретушью, скребками мустьерского типа, пережитками леваллуазской техники раскалывания камня. Хозяйство было основано на охоте и собирательстве.

## Связь с другими культурами
Селетская культура возникла в основном из местной мустьерской культуры, частично сосуществовала с ориньякской культурой, сменилась граветтскими культурами.